# 楊仙枝
楊仙枝，字簡人。山西甯山縣人。清朝政治人物。

## 生平
康熙六年（1667年）中式丁未科三甲進士。選翰林院庶吉士，散館授檢討。